# Sordo (película)
Sordo es una película española de 2019 del director Alfonso Cortés-Cavanillas y protagonizada por Asier Etxeandia, Aitor Luna, Hugo Silva, Marián Álvarez, Manuel de Blas e Imanol Arias.

## Sinopsis
Sordo se basa en la Operación Reconquista de España de 1944. Anselmo Rojas (Asier Etxeandía) es un maqui que se queda sordo al fallar un acto de sabotaje que realizaba junto a sus compañeros guerrilleros, tras ello es perseguido por el Ejército franquista, vencedor de la Guerra civil española.

## Producción
La película, del género spaguetti western, es una adaptación de la novela gráfica Sordo de David Múñoz y Rayco Pulido publicada por Astiberri en 2008.
El tema principal del filme, Simplemente perfecto, es interpretado por Asier Etxeandía acompañado de su grupo Mastodonte, mientras que la banda sonora estuvo a cargo de Carlos M. Jara.
Sordo fue estrenado en el Festival de Málaga de 2019. Posteriormente tuvo se estrenó en cines el 13 de septiembre de 2019.